# Atossa Leoni
Pour l’article homonyme, voir Leoni.
Atossa Leoni, née en octobre 1977 à Berlin, est une actrice allemande d'origine iranienne, qui travaille depuis son enfance pour le cinéma, la télévision et le théâtre.

## Biographie
Atossa Leoni nait à Berlin et parcourt plusieurs pays d'Europe tout en faisant sa scolarité en Grande-Bretagne. Elle parle couramment plusieurs langages et réside actuellement à Los Angeles en Californie.
Le cinéma la découvre dans l'adaptation des Cerfs-volants de Kaboul, de Marc Forster, film dans lequel elle joue le rôle de Soraya, la femme du héros.
Le film est basé sur le best-seller de Khaled Hosseini, qui reste 124 semaines dans la liste des best-sellers du New York Times.
Le film reçoit beaucoup de prix des critiques et est acclamé par le public.
Atossa est également remarquée dans le film adulé des critiques, America So Beautiful. Ce film, qui met également en scène Shohreh Aghdashloo, suit un groupe d'immigrants à Los Angeles en 1979. America So Beautiful est reconnu au festival du film international de Marrakech en 2002 et est en compétition dans la section Panorama du festival du film de Berlin, en 2002.
Atossa prête sa voix pour le livre audio du roman de Khaled Hosseini Mille soleils splendides et le best-seller de Greg Mortenson Trois tasses de thé, tous deux des succès mondiaux.